# 满志敏
满志敏（1952年12月21日—2020年2月27日），男，山东滕州人，中国历史地理学家，复旦大学特聘教授，复旦大学历史地理研究中心原所长。专注于对历史时期气候变迁的研究。除了在中国历史气候变化方面的成就，满志敏教授也是最早一批将GIS引入历史地理的学者，推动了历史地理研究的信息化。借助GIS研究历史时期河道变迁，不仅提升了单一主干河道研究的分辨率，更开启了更精细化的江南等平原地区的水网变迁研究。在历史城市地理方面，他以城市道路，公共设施等代用指标，借助GIS进行的城市建成区研究也具有开创意义。

## 生平
1983年毕业于华东师范大学地理系，获理学学士。同年进入复旦大学中国历史地理研究所工作，先后获历史学硕士和博士学位。博士论文《中国黄河、长江中下游地区夏末至元代末气候冷暖变化的初步研究》，导师为邹逸麟。曾在美国地理系和英国利物浦大学地理系做访问学者。1992年后，任复旦大学历史地理研究中心副所长、教育部人文社会科学重点研究基地副主任、国家人文社会科学历史地理创新基地副主任。负责中国历史地理信息系数据编辑等工作。2004年，曾指出了欧洲航天局工作人员误将一张卫星照片中的河流当作长城的疏漏。2006年至2010年12月，满志敏担任复旦大学历史地理研究中心所长。曾任中国地理学会理事、中国地理学会历史地理专业委员会副主任、上海地理学会理事、上海地名学会副理事长等学术职务。
2020年2月27日22时因肝硬化及失血性休克在上海市第十人民医院逝世，享年68岁。

## 著作
- 满志敏. . 山东教育出版社. 2009年3月. ISBN 9787532861859.
- 满志敏 (编). . 上海辞书出版社. 2013年11月. ISBN 9787532638970.